# Phygadeuon ambiguus
Phygadeuon ambiguus là một loài tò vò trong họ Ichneumonidae.